# Afera plakatów
Afera plakatów (fr.: L'affaire des placards) – wywieszenie w 1534 roku w kilku miastach Francji plakatów, negujących znaczenie mszy katolickiej. Jest to wydarzenie symboliczne, uznawane za początek reformacji we Francji. 

## Historia
W nocy z 17 na 18 października 1534 na ulicach Paryża, Tours, Orleanu, Blois i Amboise zostały wywieszone plakaty zatytułowane: Prawdziwe artykuły na temat okropnych, wielkich i gorszących nadużyć mszy papieskiej, wymyślonej specjalnie przeciw świętej Wieczerzy Jezusa Chrystusa. 
Plakaty były wyraźnie adresowane do króla Francji Franciszka I, ponieważ wywieszono je także na zamkach królewskich, a nawet przybito na drzwiach komnaty króla w Blois. Autor tekstu plakatów – Antoine Marcourt (pastor z Neuchâtel) – głosił, że: „Msza jest bluźnierstwem. Jedyna ofiara Chrystusa nie może być w żadnym wypadku powtarzana”. Zarzucał także bałwochwalstwo katolickiej doktrynie o transsubstancjacji: „W owej nieszczęsnej mszy podpuszczono jakby cały świat do publicznego bałwochwalstwa, dając fałszywie do zrozumienia, że pod postaciami chleba i wina cieleśnie, prawdziwie i faktycznie Jezus Chrystus (...) zawarty jest i ukryty”. 
Marcourt określał mszę katolicką jako „tradycję absurdalną, nieopisaną gmatwaninę dzwonienia, wycia, śpiewania, ceremonii, świateł, okadzań, maskarad i innych małpich popisów”. Oprócz tych obraźliwych określeń, Marcourt zaatakował także duchownych katolickich, określając ich jako „wilki, które żywią się kruchym mięsem swoich owieczek – zabijają, palą, niszczą, mordują niby rozbójnicy wszystkich, którzy im nie przytakują”.

## Skutki
Wywieszenie plakatów zostało potraktowane przez rządzącą dynastię jako atak na wiarę katolicką oraz na króla i spowodowało wszczęcie dochodzenia, prowokacje i brutalne represje przeciwko innowiercom. 21 stycznia 1535 zorganizowano w Paryżu uroczystą procesję przebłagalną, podczas której adorowano konsekrowaną hostię, a także spalono na stosach kilkunastu „heretyków”. W odpowiedzi na te represje Marcourt w styczniu 1535 opublikował „Mały traktat o świętej Eucharystii”, który atakował realną obecność ciała i krwi Chrystusa w konsekrowanym chlebie i winie oraz podkreślał absurdalność takiej koncepcji.
Afera plakatów spowodowała ostateczny rozłam doktrynalny między francuskimi katolikami a zwolennikami reform w Kościele oraz podkreśliła różnice między luterańską doktryną o konsubstancjacji i przyszłą kalwińską doktryną o wyłącznie duchowej obecności Chrystusa podczas eucharystii. 
Niektórzy historycy nadają aferze plakatów takie samo znaczenie dla reformacji we Francji, jakie dla reformacji w Niemczech miało wywieszenie tez Lutra w Wittenberdze.